# 韓式雞蛋糕

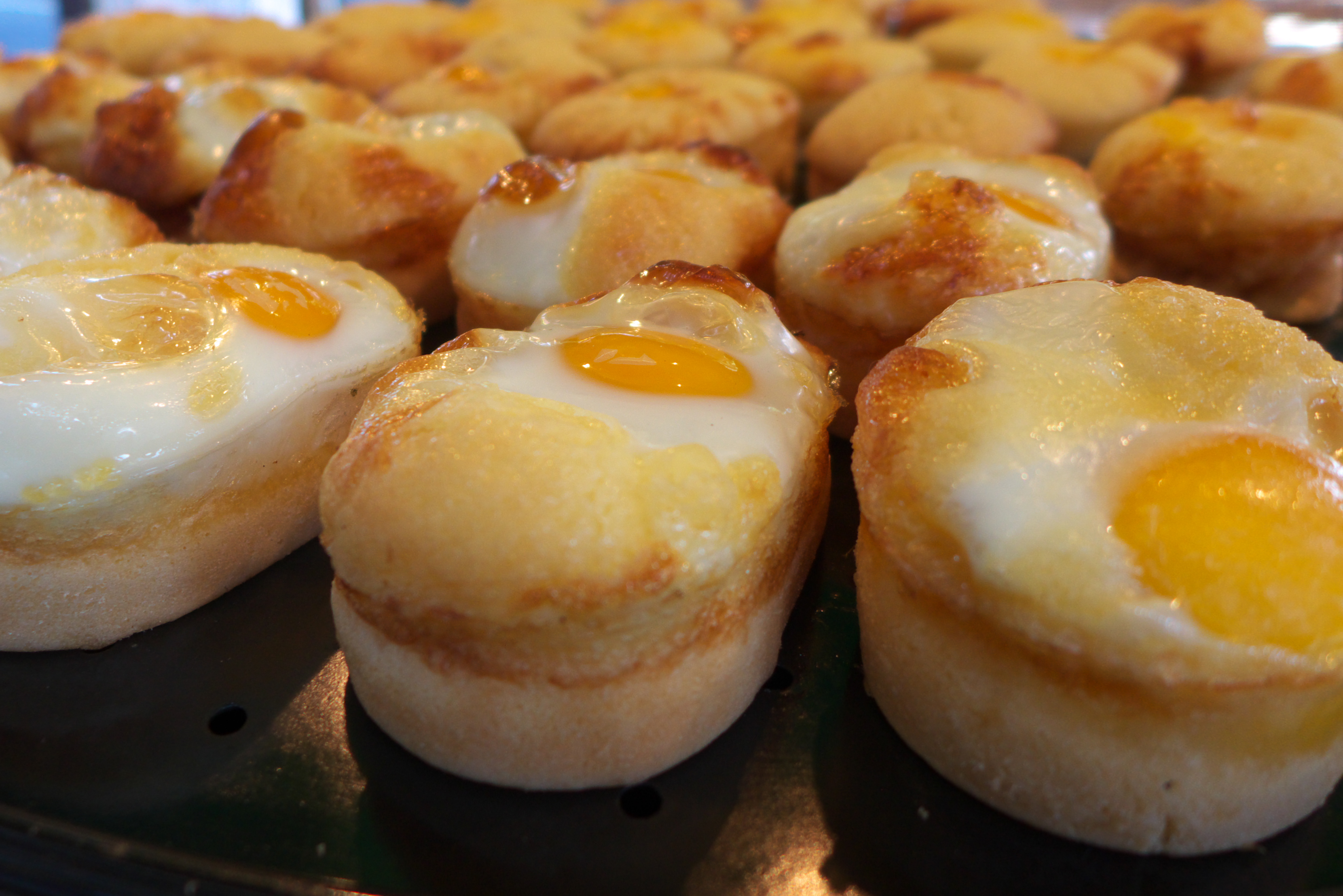
韓式雞蛋糕

韓式雞蛋糕（韓語：계란빵）是發源於韓國的一種街頭小吃，常在韓國街邊轉角、或地鐵出口附近販賣。此小吃通常為橢圓形，與中式小食槽子糕類似，差別在於前者中央包有一顆完整的水煮蛋。

## 製法
製作韓式雞蛋糕需要一種特製的機器，當中有很多橢圓形的凹陷處，供倒進蛋漿和雞蛋。蛋漿通常含有麵粉、發粉、牛奶、雞蛋、牛油、糖、鹽，以及雲呢拿香精。在蛋漿之上，糕點師會加上全隻雞蛋，然後把整個蛋糕煮至金黃色。煮好後，可加上配料，例如碎香芹、芝士、切粒火腿。